# László Papp
László Papp (Budimpešta, 25. ožujka 1926. – Budimpešta, 16. listopada 2003.) je bio mađarski boksač, trostruki pobjednik Olimpijskih igara.
S tri zlata za redom postao je prvi boksač u povijesti Olimpijskih igara kojem je uspio taj pothvat.
Iako se na profesionalizam nije gledalo blagonaklono u tadašnjoj komunističkoj Mađarskoj, Papp je 1957. godine prešao u profesionalce. Kako profesionalnih borbi nije bilo u Mađarskoj, na sve borbe pa čak i na većinu treninga je putovao u Beč, u Austriju. Usprkos tih problema uspio je održati odličnu formu, pobjeđivati sve europske protivnike te postati kandidat za borbu za svjetskog prvaka. Nažalost do borbe za prvaka nikad nije došlo jer mu nije izdana izlazna viza za put na meč. Time je mađarska vlast nasilno prekinula ovu sjajnu karijeru.
Papp nije nikada poražen na službenom nadmetanju u ringu. Njegov profesionalni skor je 28 pobjeda i 2 neriješene borbe, bez poraza. Od 28 pobjeda čak 21 borbu je riješio nokautom prije isteka borbe. Stoga je ostao zapamćen kao jedan od najboljih boksača svih vremena.